# بيتر أودهيامبو (ملاكم كيني)
بيتر أودهيامبو (بالإنجليزية: Peter Odhiambo) (مواليد 20 أكتوبر 1966) هو ملاكم كيني، مثّل بلاده في الألعاب الأولمبية الصيفية 1996.

## روابط خارجية
بيتر أودهيامبو على موقع بوكس ريك (الإنجليزية) (registration required)
- بيتر أودهيامبو على موقع اللجنة الأولمبية الدولية (الإنجليزية)
- بيتر أودهيامبو على موقع أوليمبيديا (الإنجليزية)